# 五一路街道 (许昌市)
五一路街道，是中华人民共和国河南省许昌市魏都区下辖的一个乡镇级行政单位。

## 行政区划
五一路街道下辖以下地区：
五一社区、光明社区、许继社区、万里社区、碾上社区和樊沟社区。